# 이준희 (1988년)
이준희(1988년 6월 1일~)는 대한민국의 축구 선수이며 포지션은 수비수이다. 현재 K리그2의 안산 그리너스 FC소속이다.

## 축구인 경력

### 선수 경력
2011년 대구 FC에 입단하였으나 데뷔 시즌에는 정규 리그에 한 경기도 출전하지 못하였고 R리그에서 주로 활약하며 16경기 4도움을 기록하였다. 이듬해 5월 5일 광주 FC와의 리그 경기에서 데뷔전을 치렀다. 2013 시즌부터는 대구 FC의 주전자리를 꿰찼다. 공격적인 침투로 상대팀 전방까지 위협하는 공격형 풀백으로 만개하였다.
2016 시즌을 앞두고 서울 이랜드 FC로 이적하였으나, 입단 직후 영장이 날라와 군문제로 인해 입단 20여 일 만에 상호 합의 하에 계약해지를 하였다. 신체검사에서 4급판정을 받고 공익근무를 위해 K3리그 화성 FC에 입단하였다. 군사 훈련도중 왼쪽 무릎을 크게 다쳐 훈련소에서 퇴소 후, 3월부터 수술을 받았다. 재활을 거쳐 8월 K리그 챌린지 경남 FC의 김종부 감독의 부름을 받아 무적신분에서 벗어나 프로무대로 복귀했다.
2017년 1월 11일 서울 이랜드 FC로 다시 입단하게 되었다.
2019시즌을 앞두고 안산 그리너스 FC에 입단했다.

## 기록

### 클럽
- 마지막 업데이트: 2016년 2월 2일

| 시즌 | 클럽           | 리그         | 디비젼 | 경기 | 득점 | 도움 |
| ---- | -------------- | ------------ | ------ | ---- | ---- | ---- |
| 2011 | 대구 FC        | K리그        | 1부    | 0    | 0    | 0    |
| 2012 | 대구 FC        | K리그        | 1부    | 19   | 0    | 0    |
| 2013 | 대구 FC        | K리그 클래식 | 1부    | 30   | 0    | 2    |
| 2014 | 대구 FC        | K리그 챌린지 | 2부    | 31   | 1    | 4    |
| 2015 | 대구 FC        | K리그 챌린지 | 2부    | 29   | 3    | 1    |
| 2016 | 경남 FC        | K리그 챌린지 | 2부    | 3    | 0    | 0    |
| 2017 | 서울 이랜드 FC | K리그 챌린지 | 2부    | 4    | 0    | 0    |